# Triturus karelinii
Espèce
Synonymes
- Triton karelinii Strauch, 1870
- Triton longipes Strauch, 1870
- Turanomolge mensbieri Nikolskii, 1918

Statut de conservation UICN

 LC  : Préoccupation mineure
Triturus karelinii est une espèce d'urodèles de la famille des Salamandridae.

## Répartition
Cette espèce se rencontre :
- en Ukraine en Crimée ;
- en Russie dans le kraï de Krasnodar et au Nord-Caucase ;
- en Géorgie ;
- en Azerbaïdjan ;
- dans le nord de la Turquie ;
- en Iran le long de la mer Caspienne.

## Publication originale
- Strauch, 1870 : Revision der Salamandriden-Gattungen nebst beschreibung einiger neuen und weniger bekannten Arten dieser Familie. Mémoires de l'Académie Impériale des Sciences de St. Pétersbourg, sér. 7, vol. 16, p. 1-110.